# Tasjkent
Tasjkent er hovedstad i Usbekistan. Byen har 2.956.384(2023)indbyggere. Dens lufthavn, Tashkent International Airport, ligger ca. 12 km fra centrum.
I 1219 blev byen ødelagt af Djengis Khan.